# Кирхер (лунный кратер)
Кратер Кирхер (лат. Kircher) — большой древний ударный кратер в юго-западной материковой части видимой стороны Луны. Название присвоено в честь немецкого учёного-энциклопедиста и изобретателя Афанасия Кирхера (1602—1680); утверждено Международным астрономическим союзом в 1935 г. Образование кратера относится к нектарскому периоду.

## Название
В честь Афанасия Кирхера этот кратер назвал Джованни Риччоли в 1651 году. Другие селенографы старины называли его иначе: Михаэль ван Лангрен в 1645 году дал ему имя Франсуа II Лотарингского (тогда как имя Кирхера досталось кратеру, ныне известному как Малаперт), а Ян Гевелий в 1647 году объединил его с кратером Беттини под названием «Южная гора» (лат. mons Meridionalis).

## Описание кратера

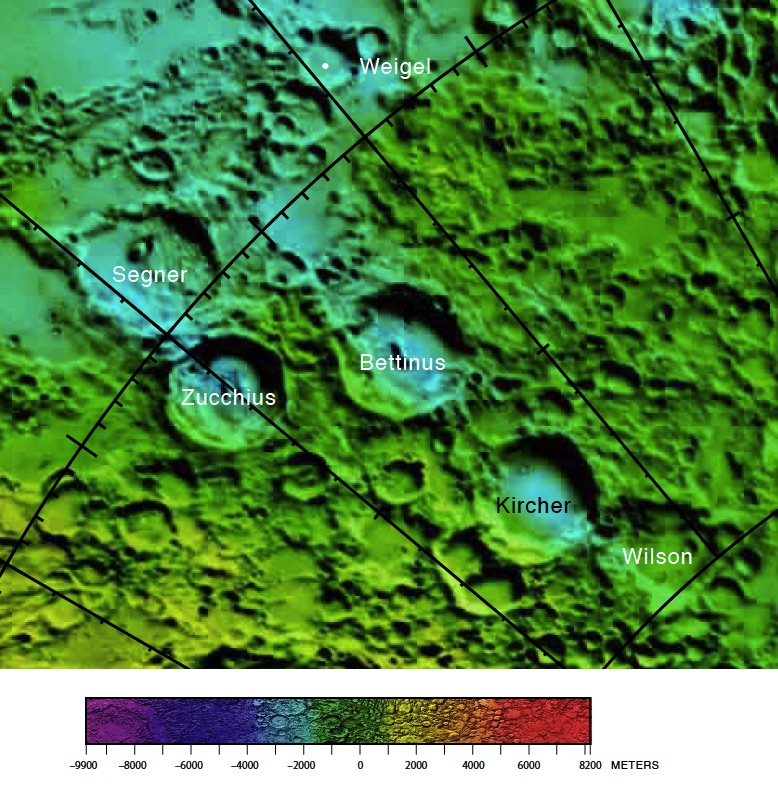
Окрестности кратера Кирхер. Фрагмент карты области южного полюса Луны.

Ближайшими соседями кратера Кирхер являются гигантский кратер Байи на западе; кратер Беттини на севере; кратер Клапрот на юго-востоке и кратер Уилсон на юге-юго-западе. Селенографические координаты центра кратера — 67°01′ ю. ш. 45°29′ з. д. / 67,01° ю. ш. 45,48° з. д., диаметр — 71,2 км, глубина — 4,4 км.
Кратер имеет циркулярную форму с небольшим выступом в южной-юго-восточной части и достаточно хорошо сохранился для своего возраста. Очертания вала сглажены. К северо-восточной части вала прилегает сателлитный кратер Кирхер A (см. ниже), к западной-юго-западной – сателлитный кратер Кирхер D. Высота вала над дном чаши в южной части достигает 5500 м, объем кратера составляет приблизительно 4 650 км3. Дно чаши ровное, затоплено лавой, испещрено множеством мелких кратеров.

## Сателлитные кратеры
| Кирхер | Координаты                                            | Диаметр, км |
| ------ | ----------------------------------------------------- | ----------- |
| A      | 65°57′ ю. ш. 42°23′ з. д. / 65,95° ю. ш. 42,39° з. д. | 30,8        |
| B      | 65°05′ ю. ш. 43°16′ з. д. / 65,08° ю. ш. 43,26° з. д. | 12,1        |
| C      | 66°52′ ю. ш. 37°40′ з. д. / 66,87° ю. ш. 37,67° з. д. | 11,2        |
| D      | 67°27′ ю. ш. 49°59′ з. д. / 67,45° ю. ш. 49,99° з. д. | 39          |
| E      | 69°04′ ю. ш. 50°22′ з. д. / 69,06° ю. ш. 50,36° з. д. | 19,1        |
| F      | 66°07′ ю. ш. 39°19′ з. д. / 66,11° ю. ш. 39,32° з. д. | 12,6        |

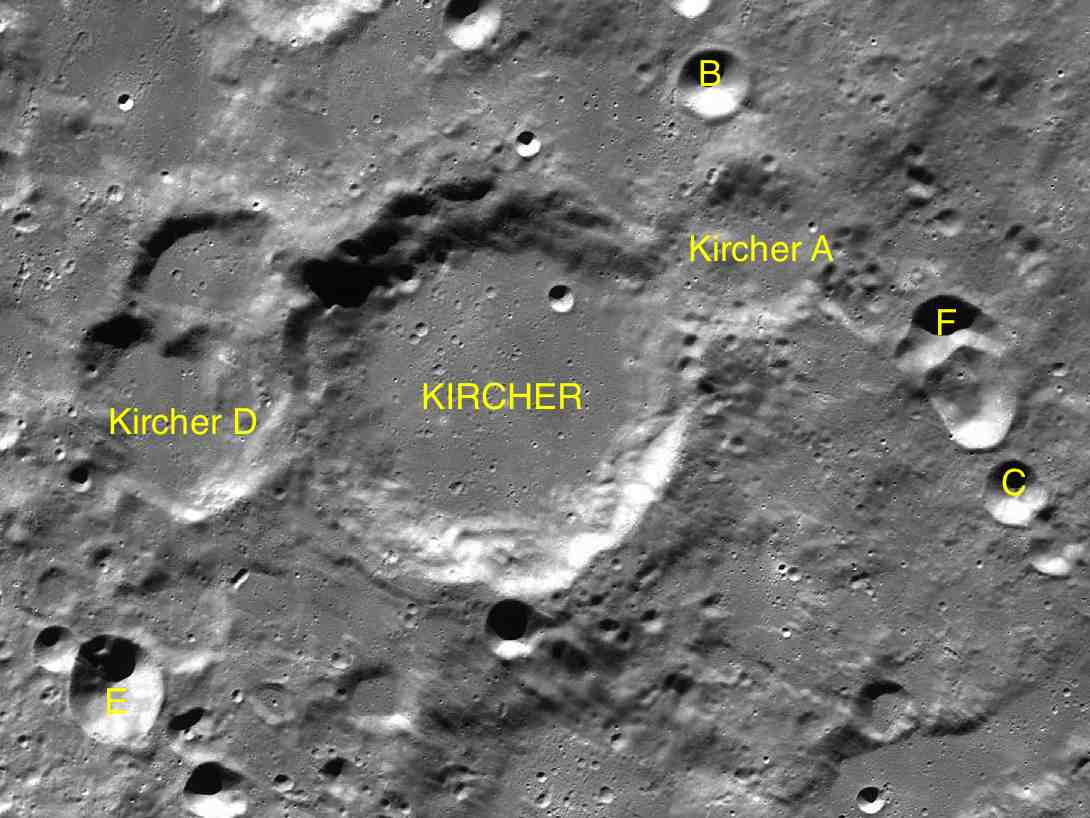
Фрагмент краты LAC-136.

- Сателлитный кратер Кирхер A включен в список кратеров с темными радиальными полосами на внутреннем склоне Ассоциации лунной и планетарной астрономии (ALPO)[13].

## См.также
- Список кратеров на Луне
- Лунный кратер
- Морфологический каталог кратеров Луны
- Планетная номенклатура
- Селенография
- Минералогия Луны
- Геология Луны
- Поздняя тяжёлая бомбардировка